# Hiraide Shū
Hiraide Shū (平出 修) (3 avril 1878 - 17 mars 1914) est un romancier, poète et avocat japonais de la fin de l'ère Meiji. En tant qu'avocat, il est connu pour avoir défendu les accusés de l'incident Kōtoku.

## Biographie
Huitième fils d'une famille paysanne relativement prospère de la préfecture rurale de Niigata, Hiraide est diplômé de la Meiji Hōritsu Gakkō, prédécesseur de l'école de droit de l'université Meiji. En 1903, Il ouvre son cabinet d'affaires dans le quartier Jimbocho de Kanda, à Tokyo en 1904. Ce quartier était et est resté réputé pour le grand nombre d'éditeurs et de libraires qu'il hébergeait.
Hiraide est un des membres fondateurs de la revue littéraire Subaru.
Dans le cadre de sa profession d'avocat, Hiraide s'est fait remarquer – en bien ou en mal selon le point de vue adopté – pour sa défense de l'auteur anarchiste Sakae Osugi, un des accusés de l'incident Kōtoku, et pour sa défense de la poétesse Akiko Yosano contre les critiques du gouvernement vis-à-vis de sa poésie pacifiste.